# Röd prickig grouper
Röd prickig grouper (Epinephelus guttatus) är en art i familjen havsabborrfiskar som finns i västra Atlanten. 

## Utseende
En långstäckt, kraftigt byggd fisk med stort huvud, bred mun, långa, kraftiga tänder i 2 till 3 rader och stora ögon. Huvud och kropp är täckta med klarröda, mot ryggsidan mer brunaktiga fläckar mot gulbrun, ljust rödbrun eller blekgrön botten. Färgen ljusnar mot buken. På kroppssidorna har den 5 sneda band. Den hårda, främre delen av ryggfenan är olivgrön med 11 taggstrålar av vilka 4:e eller 5:e taggstrålen är längst. Mellanrummen mellan taggstrålarna är ingröpta i spetsen, där den har gula markeringar. Bakre delen av ryggfenan har 15 till 16 mjukstrålar och är olivgrönaktig med en blek kant och ett brett, svart band just innanför, precis som den avrundade stjärtfenan och analfenan. Analogt med ryggfenan har den sistnämnda 3 taggstrålar följda av 8 mjukstrålar, medan de ljust orangeröda bröstfenorna består av 16 till 18 mjukstrålar. De har även mörkare röda fläckar vid basen. Bukfenorna har samma färg som kroppen, men med mörka kanter. I samband med leken förändras färgteckningen, se nedan under Fortplantning. Arten kan som mest bli 76 cm lång och väga 25 kg, men är vanligtvis inte mycket längre än 40 cm.

## Vanor
Den röda prickiga groupern är en solitär, revirhävdande fisk som lever vid grunda rev och över klippbottnar från 2 till 100 m. Födan består främst av kräftdjur, i synnerhet krabbor, men den tar också fisk och i mindre utsträckning åttaarmade bläckfiskar. Den är en hermafrodit med könsväxling, som börjar sitt liv som hona. Denna blir könsmogen vid en längd av 22 till 24 cm, och kan byta kön till hane vid omkring 28 cm längd; de flesta individer över 40 cm har bytt kön. Arten utvecklas fortare, och dör tidigare, än de flesta andra groupers; högsta konstaterade ålder är 17 år.

### Fortplantning
Lektiden infaller mellan december och april i Västindien, och mellan maj och juli vid Bermuda. Under denna sväller honans buk påtagligt, och hon får en färgteckning med mörka fläckar på vit bakgrund. Hanen, å andra sidan, får ett dovare, spräckligt mönster med mörka band eller fyrkanter på övre delen av kroppen. Under lektiden överger den sitt annars solitära levnadssätt och samlas i stora flockar. Honorna brukar vila på eller nära bottnen, medan hanen patrullerar ett område med upp till 5 honor för att hålla andra hanar borta. Äggen, som precis som larverna är pelagiska, kläcks efter drygt ett dygn. En hona kan lägga mellan 90 000 och 3 miljoner ägg.

## Betydelse för människan
Den röda prickiga groupern är en uppskattad matfisk, som är av stor betydelse för fiskerinäringen i Västindien. Den tas främst på spö, i fällor och med ljuster.

## Status
Arten är klassificerad som livskraftig ("LC") av IUCN på grund av sin vida utbredning och stora individantal. Populationen minskar emellertid, främsta orsakerna är habitatförlust i form av kustutfyllnad och liknande samt minskande vattenkvalitet till följd av kustnära byggnation. Den är dessutom utsatt för ett högt fisketryck, och IUCN utesluter inte att skyddsåtgärder kan bli påkallade i framtiden. Puerto Rico har redan (2004) fridlyst den under lektiden (december till februari); förordningen efterföljs dock dåligt.

## Utbredning
Utbredningsområdet omfattar Västatlanten från North Carolina i USA till Venezuela. Den är Västindiens vanligaste art i sitt släkte, och förekommer även vid Bahamas och Antillerna. Några enstaka, obekräftade fynd har även rapporterats från Brasilien.